# خسوف القمر أكتوبر 2023
سيحدث خسوف جزئي للقمر في 28 أكتوبر 2023.

## الرؤية
سيكون مرئيًا تمامًا فوق أوروبا ومعظم آسيا وإفريقيا ، وسيُرى ارتفاعًا فوق أقصى شرق الأمريكتين ، ويحل فوق أستراليا.

## الخسوفات ذات الصلة

### كسوف 2023
- كسوف شمسي هجين في 20 أبريل .
- خسوف شبه للقمر في 5 مايو .
- كسوف حلقي للشمس في 14 أكتوبر .
- خسوف جزئي للقمر في 28 أكتوبر.

## سلسلة السنة القمرية
| 1.24063 |

| -1.13094 |

| 0.47741 |

| -0.25324 |

| -1.03495 |

| 0.94716 |

### سلسلة ساروس
هذا الكسوف جزء من دورة ساروس 146.

### سلسلة ميتونية
هذا الخسوف هو الأخير من بين أربع خسوفات للقمر في دورة ميتونية في نفس التاريخ ، 28-29 أكتوبر ، يفصل كل منها 19 عامًا:
| أحداث ميتونية: 4 مايو و 28 أكتوبر                                                                                             | |
| عقدة تنازلية | عقدة تصاعدية |
| 1. 1966 4 مايو - بنومبرال (111) 2. 1985 4 مايو - المجموع (121) 3. 2004 4 مايو - المجموع (131) 4. 2023 5 مايو - بنومبرال (141) | 1. 1966 29 أكتوبر - بنومبرال (116) 2. 1985 28 أكتوبر - المجموع (126) 3. 2004 28 أكتوبر - المجموع (136) 4. 2023 أكتوبر 28 - جزئي (146) 5. 2042 أكتوبر 28 - بنومبرال (156) |
| | |

### دورة نصف ساروس
سوف يسبق خسوف القمر خسوف الشمس ويتبعه 9 سنوات و 5.5 أيام ( نصف ساروس ). يرتبط خسوف القمر هذا بخسوفين جزئيين للشمس من سولار ساروس 153.
| 23 أكتوبر 2014 | 3 نوفمبر 2032 |
| -------------- | ------------- |
|                |               |

## روابط خارجية
- دورة ساروس 146.
- خسوف القمر في أكتوبر 2023.